# Heinrich Graf von Einsiedel
Heinrich Graf von Einsiedel (Potsdam, 1921. július 26. – München, 2007. július 18.) német politikus és újságíró. Üknagyapja Otto von Bismarck.